# Ascendant Vierge
Ascendant Vierge est un groupe français de musique électronique, composé de Mathilde Fernandez et de Paul Seul.

## Histoire
Paul Seul, membre du collectif de musique gabber Casual Gabberz, participe en 2018 à un remix sur l'EP Hyperstition de Mathilde Fernandez, chanteuse de pop gothique,. Celle-ci considère ce remix de son titre Oubliette, réalisé en une journée, comme le meilleur morceau de son EP et décide ainsi de poursuivre leur collaboration à partir de 2019,,. Paul Seul réalise alors la partie instrumentale tandis que Mathilde Fernandez s'occupe du chant,. Leur style musical est généralement appelé techno lyrique ou mélodique, voire qualifié de « cyberpop », ; ils sont parfois aussi inclus au courant de l'hyperpop. Paul Seul revendique avoir pour influences la techno, la trance, la hardcore et des genres des années 1990 comme le breakbeat et la drum and bass tandis que Mathilde Fernandez dit s'inspirer de Mylène Farmer ou de David Bowie,,.
Ils décident d'appeler le groupe en raison de leurs signes astrologiques respectifs, Paul étant vierge et Mathilde Fernandez gémeaux avec un ascendant vierge,. Cette dernière confesse également apprécier que cela fasse « un peu référence à quelque chose de mystique, cosmique, futuriste ».
En mars 2020, ils publient le clip de leur single Faire et refaire. Après la publication en août 2020 d'un clip à l'esthétique cyberpunk de Influenceur, réalisé par Kevin Elamrani-Lince et le collectif Golgotha, ils sont notamment comparés au groupe d'electroclash Sexy Sushi,,. La chanson acquiert par ailleurs une certaine popularité lors des confinements liés à la pandémie de Covid-19 en France. En octobre 2020, ils publient leur premier EP Vierge, composé de sept titres et bien reçu par la critique,,.

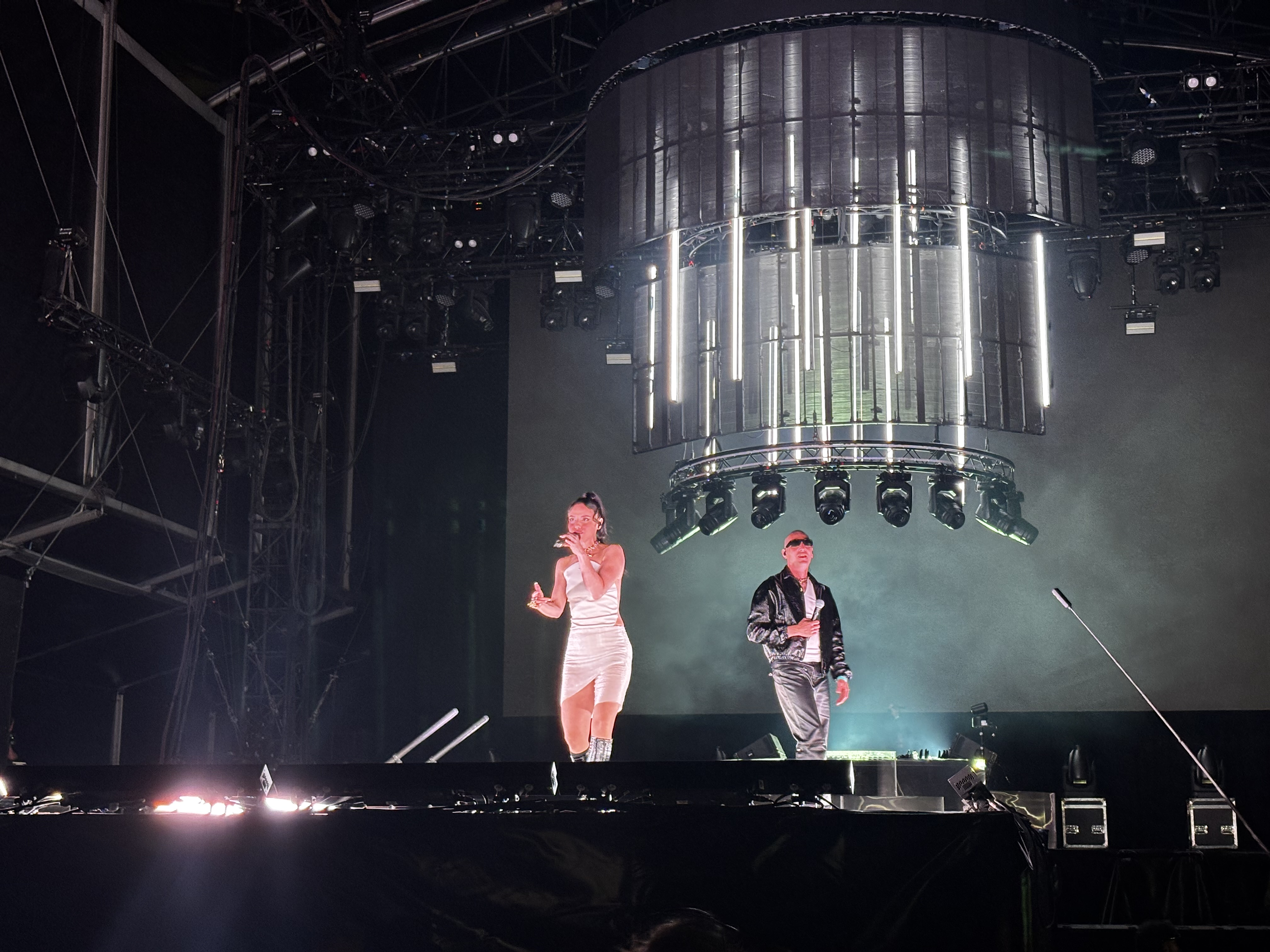
Ascendant Vierge au Festival de Dour en juillet 2025.

Ils réalisent différent concerts dans des festivals, dont les Nuits sonores en 2021 puis, en 2022, à We Love Green, à Dour ou encore aux Eurockéennes. Leur premier album, intitulé Une nouvelle chance, sort le 28 avril 2023.

## Discographie

### Album
- 2023 : Une nouvelle chance
- 2024 : Le Plus Grand Spectacle de la Terre

### EP
- 2020 : Vierge

### Singles
- 2019 : Faire et refaire
- 2020 : Influenceur
- 2020 : Discoteca
- 2021 : Petit Soldat
- 2022 : Au top
- 2023 : À l'infini
- 2024 : Lotus noir
- 2024 : Illusion
- 2024 : Pour vivre (et compte bien ne mourir jamais)
- 2025 : De quoi ma nature est donc faite ?